# Glenea iwasakii
Glenea iwasakii är en skalbaggsart som beskrevs av Tadao Kano 1933. Glenea iwasakii ingår i släktet Glenea och familjen långhorningar.
Artens utbredningsområde är Taiwan. Inga underarter finns listade i Catalogue of Life.